# Club Atlético Ciclón
El Club Atlético Ciclón es un club de fútbol de la ciudad de Tarija, Bolivia. Fue fundado el 21 de septiembre de 1951. Actualmente juega en la Asociación Tarijeña de Fútbol, la Primera "A". Disputa sus encuentros como local en el Estadio IV Centenario con capacidad para 20 000 espectadores.
Dentro de los logros deportivos de la institución figuran el campeonato de la Copa Simón Bolívar en la temporada 2014/15, el subcampeonato de la Copa Bolivia en 2012 y la obtención de 10 títulos de la Asociación Tarijeña de Fútbol (1998, 1999, 2000, 2006, 2009, 2010, 2012/13, 2013/14, 2014/15 y 2020/2021).

## Historia

### Fundación y primeros años
El Club Ciclón fue fundado el 21 de septiembre de 1951, por un grupo de deportistas tarijeños con la finalidad de tener un equipo para participar de los campeonatos departamentales de la Asociación Tarijeña de Fútbol, que en ese entonces, aún era una organización de fútbol amateur. Los fundadores del club, entre los que se encontraban los señores Julio Cossío, Tomás Uribe, Bernardo Narváez, Julio Tolay, Telmo Baldiviezo y Escolástico Narvaéz, eligieron como su primer presidente a don Isaac Cazón Aguilar.
Tras su fundación participó en el campeonato amateur del Departamento de Tarija, donde se mantuvo hasta que en 1984 la Asociación Tarijeña de Fútbol adecuó su estructura a la exigida por la Liga de Fútbol Profesional Boliviano, permitiendo al entonces campeón departamental, Deportivo Alas, optar por ascender a la máxima categoría del fútbol boliviano. Sin embargo, tras la declinación tanto de Deportivo Alas, como del segundo Nacional Sedac, por motivos económicos, la ATF aprueba una resolución permitiendo solicitar su ingreso a la Liga a Ciclón, que había salido tercero en el campeonato de ese año.

### Ingreso a la Liga y Campañas Ligueras
Dicha solicitud fue presentada ante el Consejo Superior de la Liga por una comisión mixta integrada por representantes de la ATF, del Círculo de Periodistas Deportivos de Tarija, del Club Atlético Ciclón, y de otras instancias oficiales del departamento. Tras una serie de peripecias y suspensiones, el ingreso de Ciclón a la Liga fue finalmente debatido en reunión del 30 de marzo de 1985, donde con el apoyo de los clubes Wilstermann Cooperativas de Potosí y The Strongest de La Paz, se aprobó en votación con 10 votos a favor y dos en contra, el ingreso de Ciclón a la máxima categoría.
En la temporada 1985 se colocó en la decimotercera posición de 15 equipos, manteniéndose en la segunda mitad de la tabla durante los primeros años. En 1990 logró por primera vez pasar a la eliminatoria final tras haber obtenido el primer puesto de su grupo, sin poder continuar más allá. En 1993 nuevamente fue capaz de acceder a la segunda etapa, pero de nuevo no continuó más allá. En 1995 debido a la pobre campaña del club, jugó contra Blooming un partido para definir cual de los dos descendería de forma directa. Tras el empate 0 a 0 en el tiempo reglamentario, fue derrotado 8-7 en los tiros penales, con lo que se consumó su descenso nuevamente al fútbol de asociación, y desde ese momento intentó insistentemente retornar a la máxima categoría del fútbol boliviano.

### Retorno a la Asociación e Intentos de Ascenso
En 1996, se produjo el primero de los fracasos, al no poder clasificar al campeonato de ascenso Copa "Simón Bolívar". En 1997 disputó el torneo al haber salido subcampeón del campeonato tarijeño, sin embargo fue eliminado por Real Potosí, a la postre campeón del torneo. Entre 1998 y 2001, obtuvo cuatro veces el título del torneo local, sin embargo, falló en sus presentaciones en la Copa "Simón Bolívar" cayendo el 98' en las semifinales ante Atlético Pompeya, el 99' en cuartos de final ante Litoral, el 2000 en segunda fase ante Guaraní, y el 2001 sin pasar la fase de grupos.
No pudo clasificar al torneo "Simón Bolívar" entre el 2002 y el 2005, retornando al mismo nuevamente en condición de campeón tarijeño el año 2006. En el mismo, Ciclón cerró una primera fase casi perfecta, ganando cinco partidos y perdiendo solamente uno. En el hexagonal final, Ciclón terminó en segundo lugar tras empatar con Esparta de Cochabamba, lo que le permitió jugar por el ascenso indirecto frente a Destroyers de Santa Cruz, que había sido el penúltimo en la tabla de ubicaciones de la Liga ese año. En el primer partido en Santa Cruz empataron 1 a 1, pero en el segundo partido en Tarija, Ciclón iba perdiendo por 2 a 1 cuando el partido tuvo que ser suspendido debido a la invasión del campo por parte de los hinchas del club, descontentos con el polémico arbitraje del juez del compromiso.
Los incidentes del 2006, derivaron en una sanción para el club, que a pesar de salir subcampeón del torneo tarijeño en 2007 no pudo participar de la Copa "Simón Bolívar". En 2008, se coronó campeón del torneo local, pero una mala habilitación derivó en la descalificación de su participación en el torneo de ascenso. Nuevamente campeón al año siguiente, disputó la Copa "Simón Bolívar" teniendo una excelente campaña en primera fase, y llegando a disputar la final contra Guabirá de Montero. En la misma, Ciclón perdió en Montero por 2 a 1, y se impuso en Tarija por 3 a 2, lo que tendría que haber conducido a un tercer encuentro. Sin embargo, en los minutos finales del partido en Tarija el cuerpo técnico incluyó a un quinto extranjero en cancha (la norma establece un máximo de cuatro) y finalmente el título le fue concedido a Guabirá por parte de la Comisión de Disciplina del torneo. Esta situación permitió a Ciclón disputar el ascenso indirecto frente a Wilstermann de Cochabamba, contra el que empató 1 a 1 en Tarija y perdió 2 a 1 en Cochabamba, perdiendo así una nueva chance de ascender a la Liga.
En 2010 obtuvo nuevamente el título del torneo local, pero una muy pobre campaña en la Copa "Simón Bolívar" lo eliminó prematuramente en primera fase. Al año siguiente, las estructuras del fútbol boliviano cambiaron la modalidad de disputa de los campeonatos de ascenso, pasando a jugarse desde la segunda mitad de un año hasta la primera mitad del siguiente. Bajo este nuevo formato, Ciclón no se clasificó al Nacional B Copa "Simón Bolívar" en la temporada 2011/2012.
En la temporada 2012/2013, participó del Nacional B tras haber sido subcampeón del torneo tarijeño. Tuvo una gran fase de grupos, sin embargo en el hexagonal final, solo alcanzó el tercer puesto, tras Guabirá y Sport Boys, lo que postergaría una vez más su ascenso. En la temporada 2013/2014 nuevamente obtuvo el campeonato tarijeño, pero en el Nacional B no pasó de primera fase, quedando tercero en su grupo tras García Agreda también de Tarija y Petrolero de Yacuiba.

### Retorno a la Liga
En la temporada 2014/2015 participó una vez más del campeonato de ascenso Nacional B Copa "Simón Bolívar" al haber salido nuevamente campeón tarijeño. En el Grupo 3, Ciclón se enfrentó a Atlético Bermejo de Bermejo, Quebracho de Villamontes, Fancesa de Sucre y Wilstermann Cooperativas de Potosí. Una buena campaña que incluyó victorias como visitante en Sucre, Potosí y Villamontes, lo clasificaron al hexagonal final como segundo de su grupo, por detrás de Atlético Bermejo.
En este hexagonal final se unieron a ambos equipos Unión Maestranza de Viacha, Ramiro Castillo de La Paz, Destroyers de Santa Cruz y Guabirá de Montero. En su primer partido perdió como local frente a Atlético Bermejo por 2 a 1, empatando a continuación en La Paz frente a Ramiro Castillo 4 a 4. A partir de ahí empezó una racha de victorias: 2 a 0 frente a Destroyers en Tarija, 3 a 2 frente a Unión Maestranza en La Paz, 1 a 0 frente a Guabirá en Tarija, 3 a 1 frente a Atlético Bermejo en Bermejo y 2 a 1 frente a Ramiro Castillo en Tarija; que lo colocaron como líder y favorito para el ascenso a falta de 3 fechas.
En la antepenúltima jornada empató con Destroyers en Santa Cruz por 1 a 1 y en la penúltima jornada le ganó a Unión Maestranza en Tarija por 3 a 0. Con estos resultados llegó a la última fecha con una ventaja de 2 puntos sobre su único perseguidor, Atlético Bermejo. En ese último partido, obtuvo un empate por 1 a 1 frente a Guabirá en Montero, y se benefició del empate entre Unión Maestranza y Atlético Bermejo en La Paz, también por 1 a 1, para proclamarse campeón del torneo Nacional B Copa "Simón Bolívar", confirmando así su retorno a la Liga de Fútbol Profesional Boliviano para la temporada 2015/2016.

### Campaña liguera 2015-2016
En su retorno a la máxima categoría del fútbol Boliviano y dentro de lo que era el Torneo Apertura, Ciclón debutó de visitante un domingo 9 de agosto ante el Club Universitario de Sucre, partido que terminó a favor de los locales por el marcador de 1-0, luego le tocaría el reencuentro con su gente frente al Club The Strongest de La Paz, ante un gran marco de espectadores en el estadio IV Centenario, terminaría ganando el conjunto visitante por el resultado de 3-1, después llegaría la primera victoria del club en el certamen frente a Real Potosí en Potosí por 2-1, y luego le ganó a Club Blooming de local en lo que fue goleada por 4-2, en la sexta fecha disputó el clásico Tarijeño frente al Club Petrolero en Yacuiba partido en el que Ciclón terminó llevándose la victoria por el resultado de 3-2, en la siguiente fecha tuvo que enfrentarse al Club Bolívar de La Paz en Tarija ante 15.000 espectadores, no le fue muy bien ya que terminaría llevándose la victoria el equipo paceño por 4-1.
En la segunda rueda no comenzó de la mejor manera ya que perdió frente a Universitario de Sucre y The Strongest, pero a partir de la decimocuarta fecha logró conseguir una seguidilla importante de victorias consecutivas de local y de visitante que hasta las últimas fechas lo ponía en lugares importantes dentro de la tabla de posiciones, con algunas posibilidades de pelear el campeonato, además que en la tabla acumulada se encontraba en posiciones de clasificación a una copa internacional.

## Símbolos

### Escudo

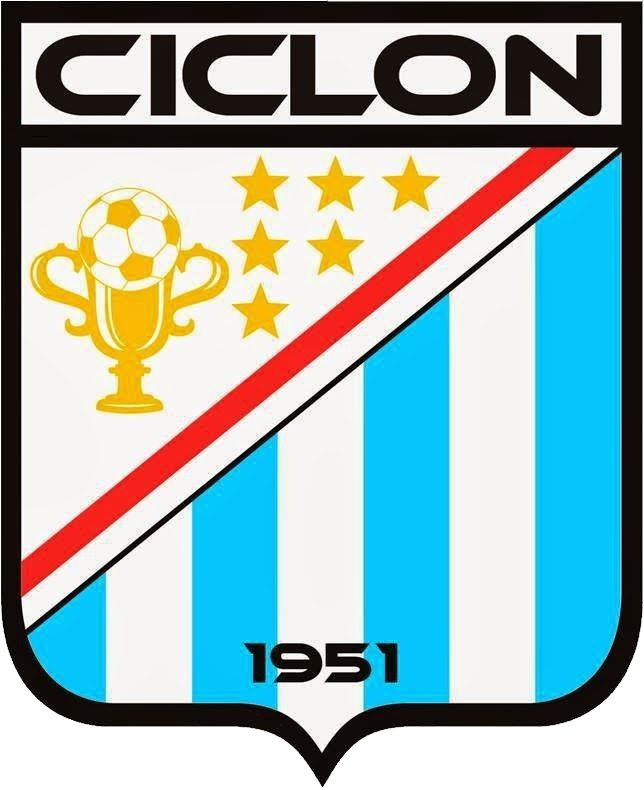
Escudo anterior de la entidad.

El escudo actual oficial del Club Atlético Ciclón consiste:
- Celeste y Blanco: Colores representativos del club.
- Banda Roja: Una franja roja que baja de izquierda a derecha.
- Nombre del Club: En la parte superior el nombre del Club: CICLÓN.
- Las Estrellas: En la parte central seis estrellas doradas.
- Trofeo con Balón: Representa la actividad central del club: el fútbol.
- Año de fundación: En la parte inferior el año de su fundación (1951).

## Uniforme
- Uniforme titular: Camiseta compuesta por franjas verticales en colores alternados blancos y celestes, pantaloneta negra y medias blancas.
- Uniforme suplente: Camiseta, pantalón y medias azules.
- Uniforme alternativo: Camiseta naranja, con vivos blancos; pantalón naranja y medias blancas.

| Titular | Visitante |

| Período       | Proveedor |
| ------------- | --------- |
| 2025-presente | LEA       |

## Instalaciones

### IV Centenario

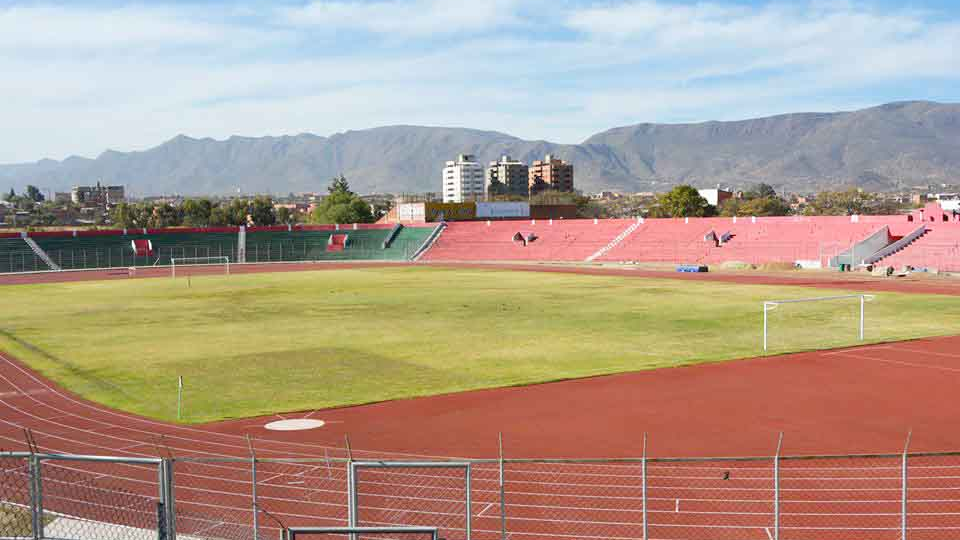
Panorámica del Estadio IV Centenario.

Ciclón disputa sus encuentros como local en el Estadio IV Centenario de la ciudad de Tarija, fue fundando el 11 de enero de 1950. Es el principal centro deportivo de la ciudad, tiene capacidad para 20 000 espectadores, cuenta con pista atlética y césped natural, en el que aparte de jugar los partidos de local, también se realizan entrenamientos, conferencias, eventos, fútbol juvenil e infantil, entre otros.
El estadio se encuentra en la Av. Potosí y la calle O'Connor, en el barrio de "La Pampa".

### La Bombonera
Ciclón también juega sus partidos de local en el mini Estadio La Bombonera que tiene capacidad para 5.000 personas cuenta con luminarias de luz artificial y el campo de juego es de pasto sintético, se encuentra ubicado en el Barrio Villa Abaroa y la calle Ballivian.
- Sede social: La sede del club se encuentra ubicada en el Parque Bolívar calle Oruro entre pasaje Carlos Paz.

## Hinchada

### Popularidad
El Club Atlético Ciclón es el equipo más popular de la ciudad de Tarija, la mayoría de la población tarijeña afirma ser seguidores del Club, de ahí es que surge la frase popular Tarija es Ciclón y Ciclón es Tarija. 
El club tiene seguidores en todos los departamentos de Bolivia y en algunos países del exterior como Argentina.

### Barras organizadas

Recibimiento al Albiceleste en la obtención de su décimo título local.

Los «Capos del Sur» es la barra brava oficial del Club, se ubica en la curva Sur del Estadio IV Centenario, anteriormente se denominaba La Banda del Sur, se caracteriza por estar presente en todos los partidos de local del club, también por los recibimientos que hace de local y por su apoyo.
A nivel local es la barra más grande de Tarija. En la actualidad, Capos del Sur está conformado por jóvenes provenientes de diversos sectores de la ciudad de Tarija y del interior del país, los cuales se dividen en numerosos subgrupos.

### Día del hincha
Los hinchas suelen tener como tradición celebrar el 2 de mayo, el «Día del hincha de Ciclón» en honor al título obtenido de la Copa Simón Bolívar 2014-15 ya que se recuerda la hazaña como uno de los hitos más importantes en la historia del club.

## Datos del club
- Puesto en la clasificación histórica de la Primera División: 18.º
- Temporadas en Primera División: 14. (1961, 1985-1995, Apertura 2015-Clausura 2016).
- Temporadas en Copa Bolivia: 1 (2012).
- Primer partido en LFPB: 0 - 0 contra Deportivo Municipal (12 de mayo de 1985).
- Mayor goleada a favor
  - En torneos regionales:
    - 18 - 0 contra Atlético Bermejo (4 de julio de 1999).[11]
- Jugador con más partidos disputados: Miguel Vacaflor (138 encuentros oficiales).
- Jugador con más goles: Miguel Vacaflor (28 goles en competiciones oficiales).

## Participaciones

### Competición nacional
| Torneo        | Posición       | PJ | PG | PE | PP | GF | GC | DG  | Pts. |
| ------------- | -------------- | -- | -- | -- | -- | -- | -- | --- | ---- |
| 1961          | 7.º            | 3  | 1  | 1  | 1  | 7  | 6  | +1  | 3    |
| 1985          | 13.º           | 28 | 4  | 11 | 13 | 27 | 54 | -27 | 19   |
| 1986          | Fase de grupos | 32 | 9  | 10 | 13 | 34 | 39 | -5  | 28   |
| 1987          | 13.º           | 26 | 7  | 5  | 14 | 26 | 45 | -19 | 19   |
| 1988          | 11.º           | 24 | 8  | 3  | 13 | 29 | 47 | -18 | 19   |
| Apertura 2015 | 7.º            | 22 | 9  | 3  | 10 | 31 | 38 | -7  | 30   |
| Clausura 2016 | 12.º           | 22 | 6  | 2  | 14 | 30 | 49 | -19 | 20   |
| Total         |                |    |    |    |    |    |    |     |      |

| Torneo            | Posición | PJ | PG | PE | PP | GF | GC | DG  | Pts. |
| ----------------- | -------- | -- | -- | -- | -- | -- | -- | --- | ---- |
| Copa Bolivia 2012 | 2.º      | 7  | 6  | 1  | 0  | 22 | 2  | +20 | 19   |
| Total             |          | 7  | 6  | 1  | 0  | 22 | 2  | +20 | 19   |

## Jugadores

### Altas y bajas 2023
| Altas         |            |                      |       |
| Futbolista    | Posición   | Procedencia          | Tipo  |
| Pablo Godoy   | Entrenador | Always Ready         | Libre |
| Juan Carbajal | Guardameta | Agente libre         | Libre |
| David Checa   | Defensa    | Universitario (USFX) | Libre |
| Ángel Bulacio | Delantero  | Avilés Industrial    | Libre |

| Bajas           |            |              |                       |
| Futbolista      | Posición   | Destino      | Tipo                  |
| Gerardo Reinoso | Entrenador | Agente libre | Rescisión de contrato |
| Brandon Torrico | Defensa    | Destroyer's  | Fin de contrato       |

### Máximos goleadores
| Pos. | Nombre           | Periodo          | Partidos | Goles | Promedio |
| ---- | ---------------- | ---------------- | -------- | ----- | -------- |
| 1    | Miguel Vacaflor  | 1986-1991        | 106      | 28    | 0.26     |
| 2    | Víctor Cubas     | 1986-1990        | -        | 26    | -        |
| 3    | Jorge Aramayo    | 1985-1992 / 1993 | 126      | 22    | 0.17     |
| 4    | Roque Valverdi   | 1990-1992        | -        | 20    | -        |
| 5    | Robert Espíndola | 1995             | -        | 18    | -        |
| =    | Juan Vogliotti   | 2015 - 2016      | 37       | 18    | 0.49     |
| 7    | Marcelo Ceballos | 1994 - 1995      | 61       | 16    | 0.26     |
| 8    | Nicolás Trujillo |                  | 125      | 15    | 0.12     |
| 9    | Elvis Cruz       |                  | 213      | 14    | 0.07     |
| 10   | Jaime Villamil   | 1984 - 1989      | 112      | 13    | 0.12     |
| =    | Luis Orellana    | 1989 - 1990      | 46       | 13    | 0.28     |

### Distinciones individuales

#### Goleadores de Primera División
| # | Nombre         | Campeonato    | Goles |
| - | -------------- | ------------- | ----- |
| 1 | Juan Vogliotti | Clausura 2016 | 12    |

#### Goleadores de la Copa Simón Bolívar
| # | Nombre         | Campeonato | Goles |
| - | -------------- | ---------- | ----- |
| 1 | Juan Maraude   | 2006       | 15    |
| 2 | Gonzalo Acosta | 2009       | 16    |
| 3 | Juan Vogliotti | 2014-15    | 16    |

## Entrenadores

### Historial de entrenadores
- Arturo Galarza (1985)
- Juan de la Cruz Kairuz (1994)
- Aniceto Roldán (1995)
- Víctor Palomba (1995)
- David Vargas (2006)
- Mario Rolando Ortega (2009)
- Norberto Kekez (2010)
- Gustavo Romanello (2011)
- Milton Maygua (2012)
- Óscar Sanz (2013)
- Fernando Salinas (2014)
- Víctor Hugo Andrada (2015-2016)
- Gustavo Romanello (2016)
- Milton Maygua (2017)
- César Couceiro (2018)
- Cristian Bernadas (2018)
- Juan Carlos Ríos (2019)
- Milton Maygua (2019)
- Claudio Mir (2019)
- Roberto Carlos Sosa (2020)
- Luis Palacios (2021)
- Milton Maygua (2021)
- Omar Silva (2021)
- Raúl Musuruana (2021)
- Daniel Ayala (2021)
- César Lamanna (2021)
- Milton Maygua (2021)
- Horacio Pacheco (2023)
- Luis Palacios (2023)
- Gerardo Reinoso (2023)
- Pablo Godoy (2023)
- Milton Maygua (2024-act.)

## Palmarés

### Torneos nacionales
| Competición nacional       | Títulos  | Subcampeonatos            |
| -------------------------- | -------- | ------------------------- |
| Copa Simón Bolívar (1/2)   | 2014/15. | 2006, 2009.               |
| Copa Bolivia Ascenso (0/1) |          | 2012. (Récord compartido) |

### Torneos regionales
| Competición regional     | Títulos                                                              | Subcampeonatos                                     |
| ------------------------ | -------------------------------------------------------------------- | -------------------------------------------------- |
| Primera "A" (ATF) (10/7) | 1998, 1999, 2000, 2006, 2009, 2010, 2012/13, 2013/14, 2014/15, 2021. | 1997, 2001, 2007, 2008, 2011/12, 2016/17, 2017-II. |

## Rivalidades

### Clásico Tarijeño
El «Clásico Tarijeño» es como habitualmente se denomina al partido del fútbol boliviano que enfrenta a los dos clubes más populares de la ciudad de Tarija: Ciclón y Unión Tarija. Ambos clubes se han enfrentado en partidos oficiales correspondientes a la Liga Tarijeña.

### Rivalidad Chapaco
Existe una enorme rivalidad con Petrolero de Yacuiba, esta rivalidad se debe a la proximidad geográfica de las ciudades de Tarija y Yacuiba, ya que solo las separan 256 kilómetros.
Ambos clubes se enfrentaron en la liga en 6 ocasiones con 2 victorias para Ciclón, 1 empate y 1 victoria para Petrolero. El primer enfrentamiento entre ambos se produjo el 5 de septiembre de 2015 con victoria albiceleste por el marcador de 3 goles contra 2. En su segundo enfrentamiento el 29 de noviembre de ese año el albiceleste obtendría una nueva victoria por 1 gol a 0. En el tercer partido se registró el primer empate 2:2 y en el cuarto partido la primera victoria de Petrolero por 4:1.

### Rivalidad con Guabirá
Es el partido de fútbol en el que se enfrentan los equipos de Ciclón y el club Guabirá. La rivalidad se debe ya que ambos equipos jugaron partidos clave en la Copa Simón Bolívar por el ascenso a la primera división del fútbol boliviano el partido más importante fue la final del año 2009.